# Julio San Emeterio
San Emeterio  Abascal est un nom espagnol. Le premier nom de famille, en général paternel, est San Emeterio ; le second, en général maternel, souvent omis, est Abascal.
Julio San Emeterio Abascal, né le 31 mars 1930 à Torrelavega et mort le 28 avril 2010 à San Felices de Buelna, est un coureur cycliste espagnol. Au cours de sa carrière, il a notamment remporté une étape du Tour d'Espagne et une édition de la Klasika Primavera. Il était surtout connu pour être le plus fidèle équipier de Federico Bahamontes,. 

## Palmarès
- 1949
  - 3e du Grand Prix de Biscaye
- 1950
  - 2e de la Subida a Arrate
  - 2e de la Subida a Santo Domingo
- 1954
  - Circuito Montañés
  - 3e de la Subida a Arrate
- 1956
  - 3e du Circuito Montañés
- 1957
  - 2e étape du Tour du Levant
  - 8e et 9e étapes du Tour de Colombie
  - 3e du GP Sniace
- 1958
  - 4e étape du Tour de Catalone
  - 2e étape du Gran Premio de la Bicicleta Eibarresa
  - 2e du GP Vizcaya
  - 3e de Circuit de Getxo
  - 3e du Tour du Levant
  - 7e du Tour d'Espagne
- 1959
  - 15e étape du Tour d'Espagne
  - 2e et 5e étapes de la Gran Premio de la Bicicleta Eibarresa
- 1960
  - 2e de Barcelone-Madrid
- 1961
  - 4e étape de Barcelone-Madrid
  - Klasika Primavera
  - 10e étape du Tour de Catalogne
  - 2e de la Prueba Villafranca de Ordizia
  - 2e de Circuit de Getxo
  - 2e de la Subida al Naranco
- 1962
  - 3e du Circuito de Mieres
- 1964
  - 3e du GP Ignacio

## Résultats sur les grands tours

### Tour de France
5 participations
- 1958 : abandon (1re étape)
- 1959 : 40e
- 1960 : abandon (4e étape)
- 1961 : 49e
- 1963 : 75e

### Tour d'Espagne
9 participations 
- 1950 : abandon (5e étape)
- 1955 : 56e
- 1957 : 48e
- 1958 : 7e
- 1959 : 20e, vainqueur de la 15e étape
- 1960 : hors délais (14e étape)
- 1961 : abandon (11e étape)
- 1962 : abandon (11e étape)
- 1963 : 43e

### Tour d'Italie
1 participation 
- 1962 : 22e